# Liste der Baudenkmale in Gallin
In der Liste der Baudenkmale in Gallin sind alle Baudenkmale der Gemeinde Gallin (Landkreis Ludwigslust-Parchim) und ihrer Ortsteile aufgelistet (Stand: Januar 2021).

## Gallin (an der Boize)
| ID | Lage                   | Bezeichnung               | Beschreibung | Bild                      |
| -- | ---------------------- | ------------------------- | ------------ | ------------------------- |
|    | Hauptstraße 34 (Karte) | Hallenhaus                |              |                           |
|    | Hauptstraße 11 (Karte) | Hallenhaus                |              |                           |
|    | (Karte)                | Kirche mit Feldsteinmauer |              | Kirche mit Feldsteinmauer |
|    |                        | Kriegerdenkmal 1914/1918  |              |                           |
|    | Dorfstraße 5 (Karte)   | Hallenhaus mit Scheune    |              |                           |
|    | Hauptstraße 38 (Karte) | Hallenhaus                |              |                           |